# Шукавська волость
Шукавська волость — історична адміністративно-територіальна одиниця Воронезького повіту Воронізької губернії з центром у селі Шукавка.
Станом на 1885 рік складалася з 18 поселень, 12 сільських громад. Населення — 9148 осіб (4280 чоловічої статі та 4868 — жіночої), 988 дворових господарств.
|                     | Площа, десятин | У тому числі орної, дес. |
| ------------------- | -------------- | ------------------------ |
| Сільських громад    | 12311          | 10179                    |
| Приватної власності | 5584           | 4150                     |
| Іншої власності     | 135            | 116                      |
| Загалом             | 18030          | 14445                    |

Поселення волості на 1880 рік:
- Шукавка — колишнє державне село за 75 верст від повітового міста, 2036 осіб, 217 дворів, православна церква, школа, 2 лавки, щорічний двотижневий ярмарок. За 6 верст — кінський завод. За 8 верст — школа.
- Архангельське (Скрипіцина) — колишнє власницьке село при річці Хава, 511 осіб, 66 дворів.
- Василівське (Раєвка) — колишнє власницьке село при річці Верхня Маза, 348 осіб, 44 двори, цегельний завод.
- Верхня Маза — колишнє власницьке село при річці Верхня Маза, 492 особи, 72 двори, православна церква.
- Верхня Росташевка — колишнє державне село, 2131 особа, 208 дворів, православна церква, 2 лавки.
- Покровське — колишнє власницьке село при річці Хава, 215 осіб, 25 дворів, православна церква.

За даними 1900 року у волості налічувалось 38 населених пункти, 96 будівель та установ, 1445 дворових господарств, населення становило 10 145 осіб (4940 чоловічої статі та 5205 — жіночої).
1915 року волосним урядником був Олексій Пєтухов, старшиною був Афанасій Михайлович Лопатня, волосним писарем — Василь Дмитрович Юров.